# Castello di Vigoleno
Il castello di Vigoleno è un imponente complesso fortificato della provincia di Piacenza, nel comune di Vernasca. Posto sul crinale tra la valle dell'Ongina e quella dello Stirone su un rilievo non elevato, domina le colline circostanti. È un esempio di borgo fortificato medievale di particolare bellezza, intatto in tutte le sue parti.

## Storia

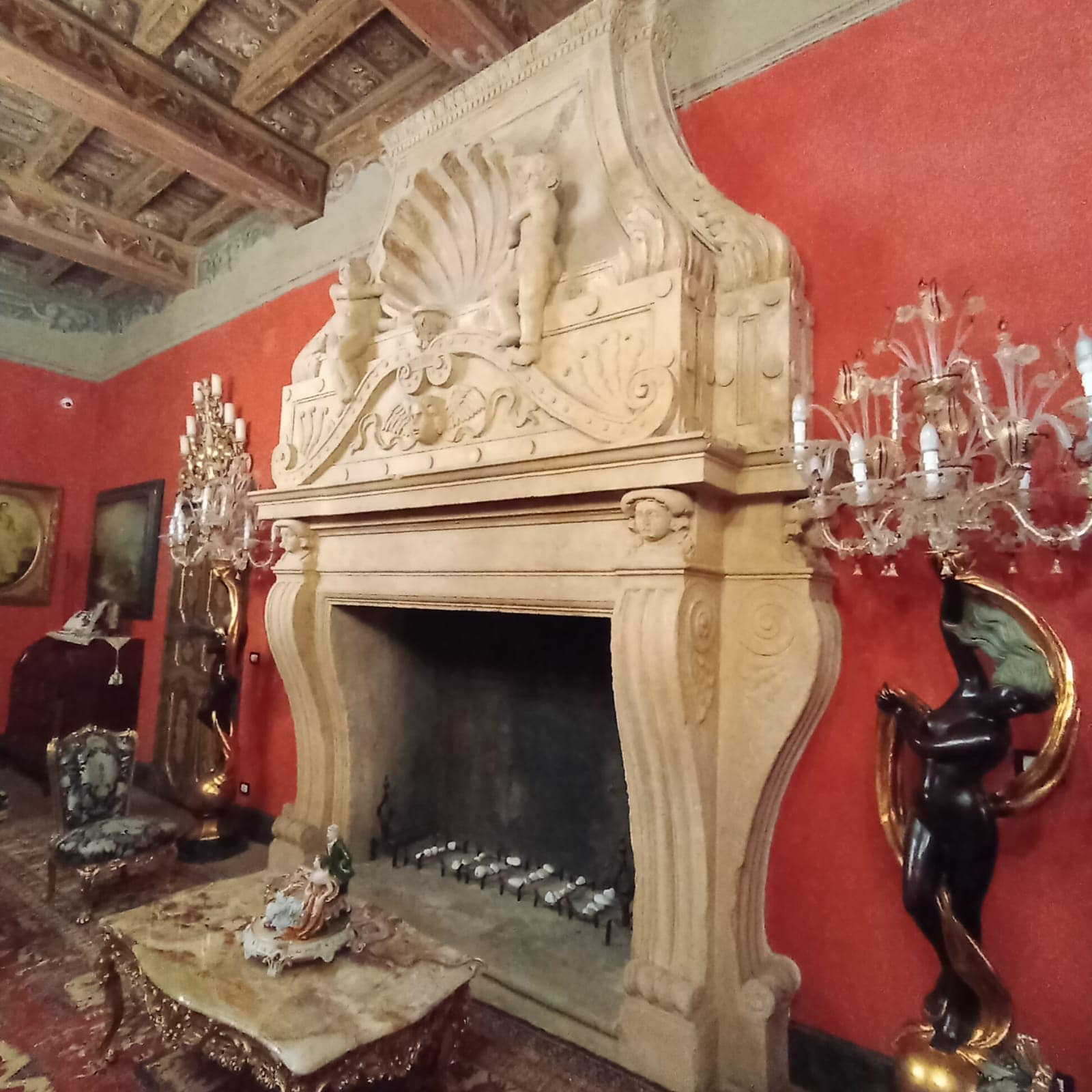
Interno del Castello di Vigoleno

Una fortificazione venne edificata probabilmente nel X secolo, forse su strutture difensive di epoca romana, ma la prima data documentata è il 1141, quando era avamposto sulla strada per Parma del comune di Piacenza e presidio degli accessi alle Valli del Ceno e del Val di Taro via Bardi e Borgotaro. Il possesso passò dai Pallavicino ai Visconti ma principalmente fu' per diversi secoli della famiglia Scotti Douglas.
Nel corso del Duecento il Castello di Vigoleno divenne il caposaldo dei vasti possedimenti tra val d’Arda, bergamasco e tortonese controllati dagli Scotti Douglas, ricchissima famiglia piacentina di mercanti con origini scozzesi, attivi nella fazione guelfa cittadina. 
Fortificato da Alberto Scotti Douglas, all’inizio del Trecento il castello di Vigoleno fu più volte attaccato e distrutto dai ghibellini di Piacenza, che lo ricostruirono tenendolo fino alla seconda metà del secolo.
Nel 1373 la fortificazione venne presa e quasi completamente smantellata dai Visconti, che venuti a patti con gli Scotti e con altri signori ribelli stavano allora consolidando la loro egemonia sul Piacentino e sull’Emilia occidentale.
Nel 1385 i signori di Milano ridiedero il castello a Francesco II Scotti Douglas, concedendogli quattro anni dopo licenza di ricostruirlo e conferendogli nel 1404 la contea di Vigoleno e Agazzano con il titolo di Conte di Vigoleno (1404). Nel 1414 la contea venne confermata dall’imperatore ad Alberto II insieme ai diritti su Castell’Arquato e Fiorenzuola, con la concessione di aggiungere l’appellativo Douglas al cognome in riferimento a una leggendaria ascendenza scozzese del casato. Da Filippo Maria Visconti venne nel 1441 la contea di Carpaneto con Sarmato, Chero, Fontanafredda e Vicomarino. Risale a questa epoca l’impianto a pianta quadrangolare irregolare del borgo murato e del castello. Passato nel 1441 ai fratelli Piccinino, condottieri viscontei, nel 1449 Vigoleno venne restituito agli Scotti Douglas dal nuovo duca di Milano, Francesco Sforza.

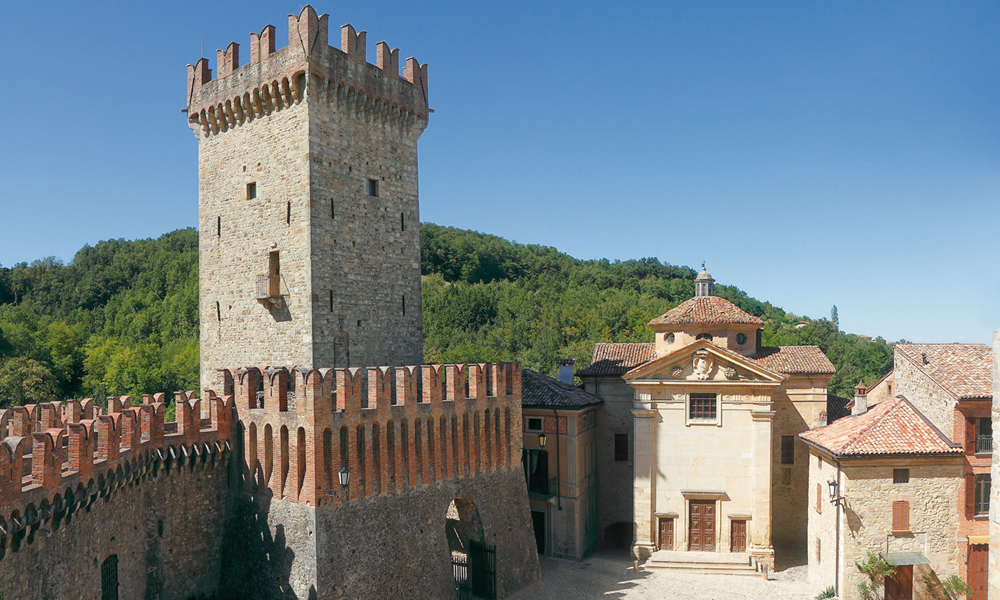
Oratorio della Famiglia Scotti Douglas

Con i figli di Alberto Scotti il casato di divise nei due rami di Sarmato e di Vigoleno Agazzano. Sotto il ducato farnesiano quest’ultimo ottenne nel 1622 il marchesato, oltre a riconoscimenti e incarichi di prestigio anche presso Corti straniere. 
Esaurita la sua funzione difensiva, il castello di Vigoleno venne trasformato nel Settecento in residenza signorile, divenendo un importante centro della vita letteraria e culturale del ducato. L’abolizione napoleonica dei feudi lasciò la proprietà del castello agli Scotti, che lo conservarono fino al 1908, quando lo vendettero a privati.
La principessa Gramont
Rimasto per anni in grave stato di abbandono, nel 1921 il castello venne ‘scoperto’ dalla principessa Maria Ruspoli Gramont nel corso di una delle pittoresche gite a dorso di mulo che portavano a Vigoleno nobili e borghesi frequentatori delle vicine terme di Salsomaggiore.
Acquistato l’edificio, la principessa intraprese un vasto programma di interventi ispirati a criteri di ricostruzione storico-artistica degli ambienti, arredati con preziosi mobili e suppellettili, mentre il teatrino veniva decorato dal pittore russo Alexandre Jacovleff. Fino al 1935 il castello fu nuovamente un vivace centro di cultura, ospitando grandi protagonisti della vita artistica del tempo. Passarono tra le sue mura Gabriele D'Annunzio, l'attore Douglas Fairbanks, Max Ernst, Alexandre lacovleff, Jean Cocteau, la diva del cinema Mary Pickford, la scrittrice Elsa Maxwell, il pianista Arthur Rubinstein. Nei primi anni '80 fu teatro di parte delle riprese del film Lady Hawke di Richard Donner con Rutger Hauer e Michelle Pfeiffer. Tuttora di proprietà privata, il castello è oggi aperto alle visite; nei primi anni Ottanta del Novecento fu teatro di parte delle riprese del film Lady Hawke di Richard Donner.

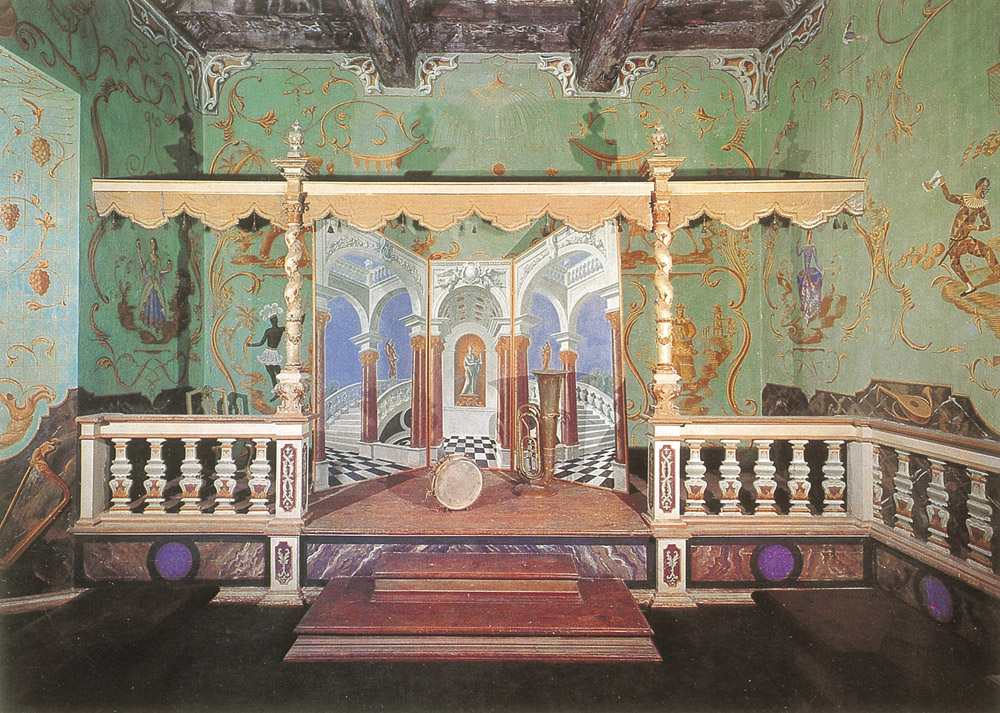
Il teatrino della Principessa Gramont

## Descrizione

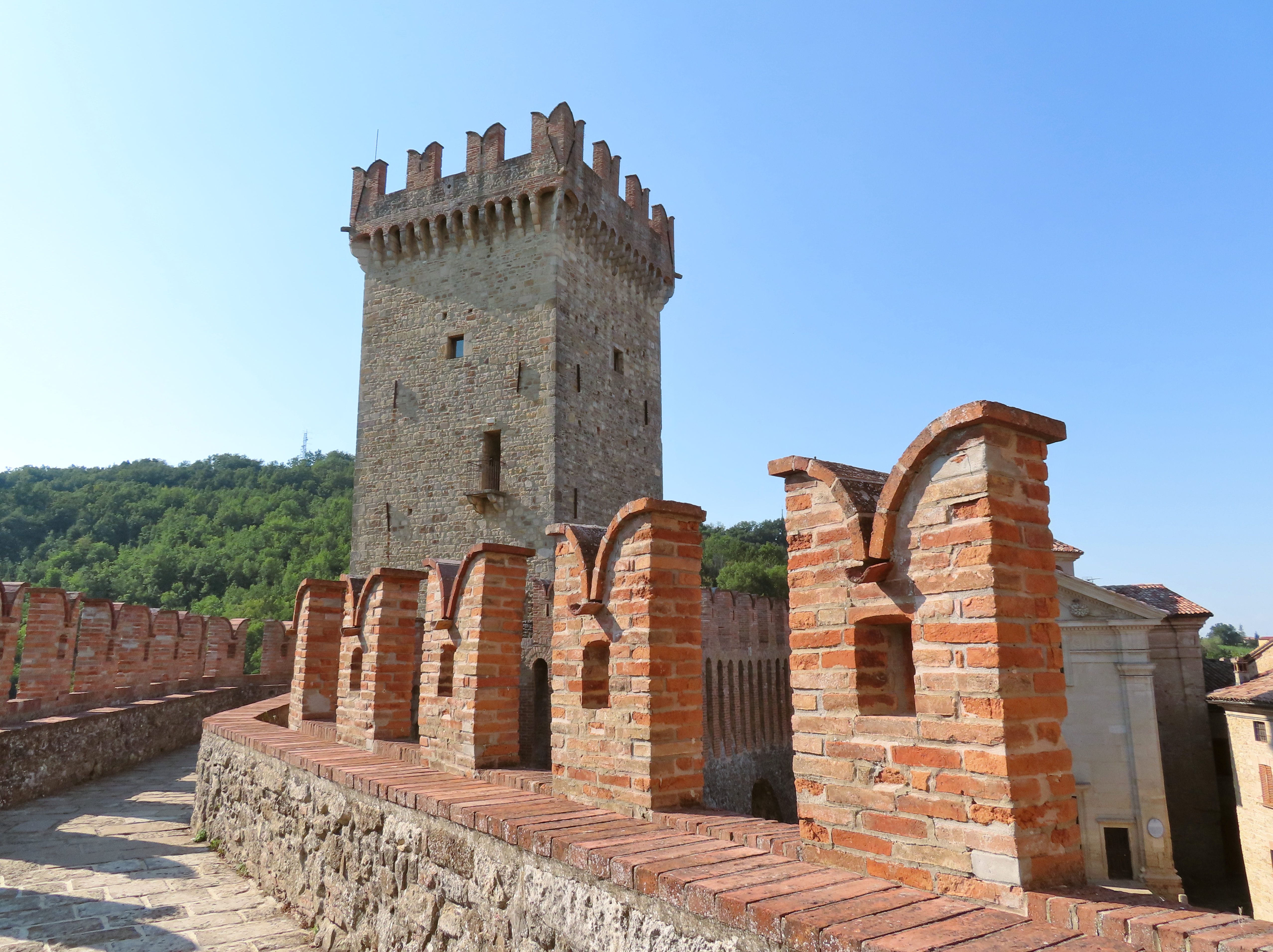
Camminamento e mastio

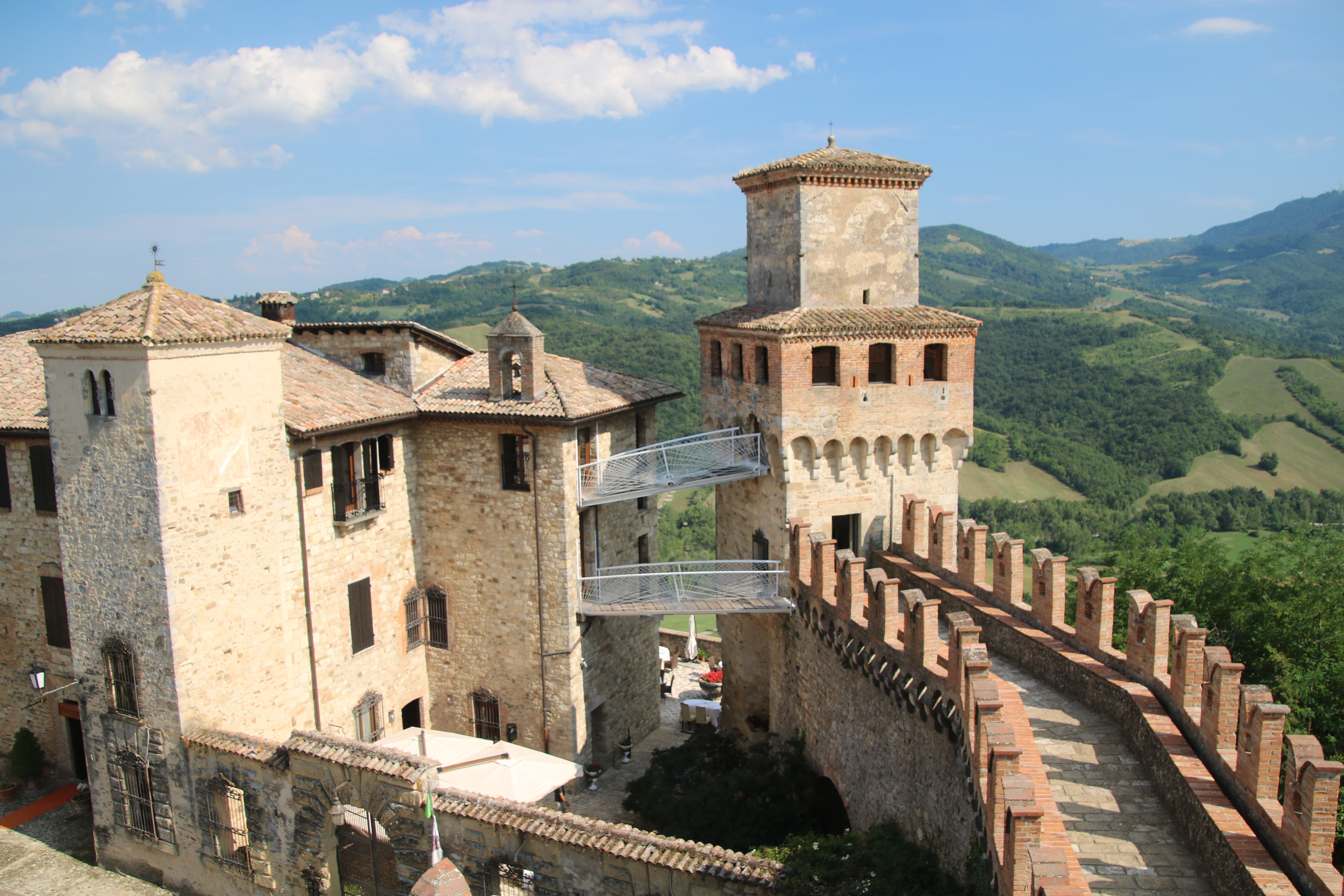
Torre sud del castello

Il borgo è completamente circondato dalla cinta muraria merlata, percorribile sull'antico cammino di ronda.
Ha un unico accesso attraverso un rivellino dalla particolare forma tondeggiante, che proteggeva il vero portale d'ingresso. Il cuore del borgo è la piazza con fontana centrale, su cui si affacciano il mastio, la parte residenziale del castello, l'oratorio e la cisterna. Il paese prosegue con un piccolo gruppo di case strette intorno alla pieve di San Giorgio. Sul lato est, tra le abitazioni e le mura, si trova un giardino.

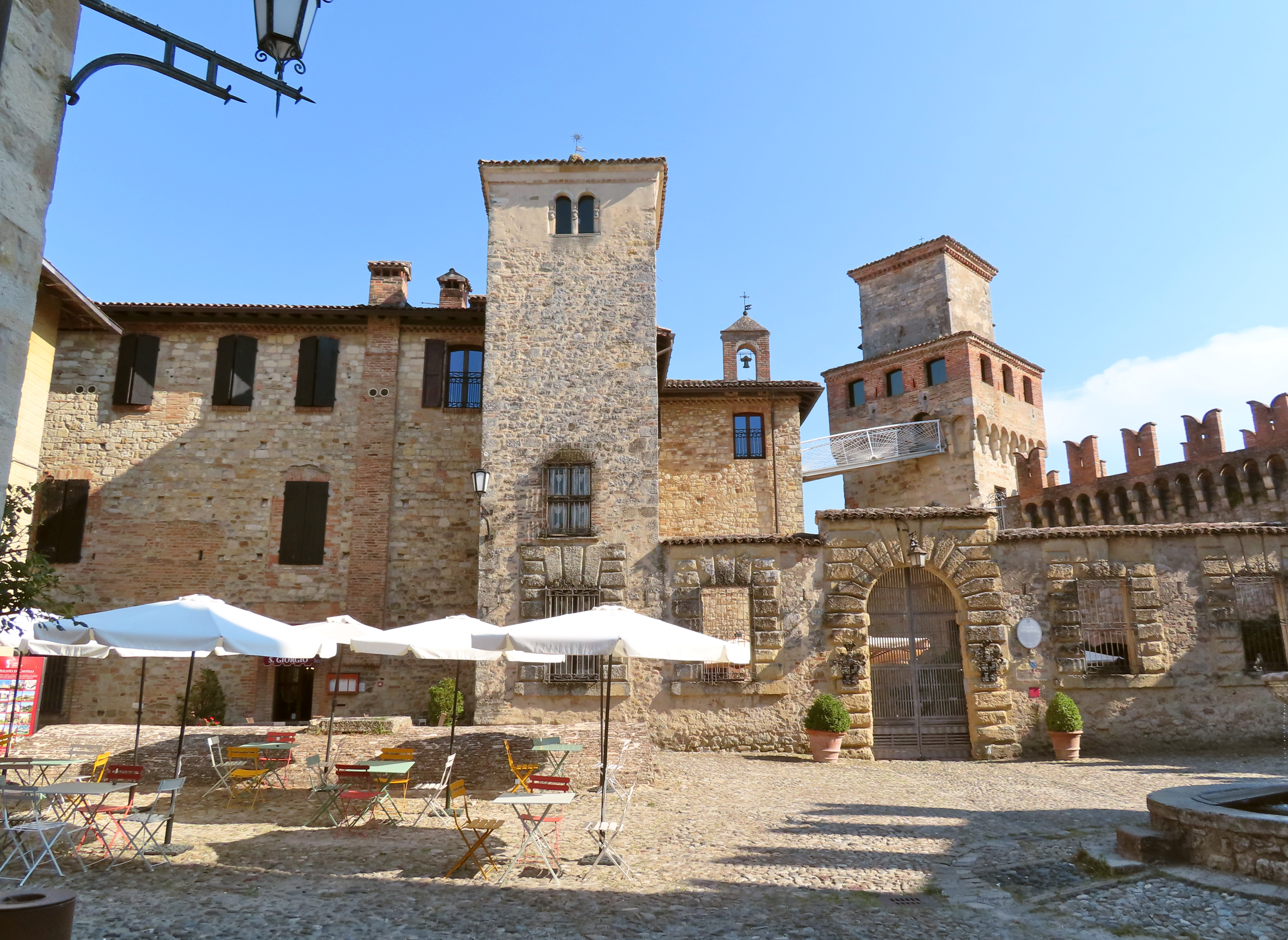
Facciata sulla piazza della fontana

### Mastio
Ha un imponente torrione di pianta quadrangolare con feritoie, beccatelli e merli ghibellini. Ospita sale museali con documenti storici e fotografici. Un camminamento di ronda lo collega alla seconda torre e da qui alla parte residenziale.

### Meridiana
Posta sul lato sud di una torretta affacciata sulla piazza, porta la data del 1746.
Fa parte del circuito Associazione dei Castelli del Ducato di Parma, Piacenza e Pontremoli e del club de I borghi più belli d'Italia. È stato insignito della Bandiera arancione del Touring Club Italiano.